# Gary Null
Gary Null, född 1945, är en amerikansk förespråkare för alternativmedicin och naturopatisk medicin.
Stephen Barrett, ledare för National Council Against Health Fraud och webbplatsen Quackwatch, har beskrivit Null som "en av [USA:s] ledande förespråkare för tvivelaktiga behandlingar mot allvarliga sjukdomar."
Null har ett radioprogram, har skrivit ett flertal böcker och producerat ett stort antal dokumentärfilmer där han angriper det etablerade medicinska etablissemanget och förespråkar alternativa botemedel såsom vitaminer och kosttillskott. Bland annat förnekar Null att HIV orsakar Aids, menar att vaccin är farliga och är även stark motståndare till genmodifierade livsmedel. Förutom i sina egna filmer medverkar han även i filmen Psykiatri: Dödens industri (2006), producerad av antipsykiatri-organisationen Kommittén för mänskliga rättigheter.
Null saluför egna kosttillskott och vitaminer. 2010 stämde Null ett företag som tillverkade kosttillskott i hans namn, då han och sex konsumenter blivit förgiftade då produkten innehöll 1000 gånger mer d-vitamin än vad som uppgetts.